# Krister Hanell
Krister Hanell, född den 8 augusti 1904 i Husie församling, Malmöhus län, död den 7 januari 1970 i Lunds Allhelgonaförsamling, Lund, Malmöhus län, var en svensk antikforskare och professor vid Lunds universitet.
Hanell var från år 1925 extra ordinarie amanuens vid Seminariet för Klassisk fornkunskap och antikens historia vid Lunds universitet. Han disputerade år 1934 med avhandlingen Megarische Studien och blev professor år 1957. 1935–1944 var han docent i klassisk fornkunskap och antikens historia vid Lunds universitet, 1944-1946 lektor vid Högre allmänna läroverket i Helsingborg, blev 1946 lektor vid Vasa högre allmänna läroverk i Göteborg och samma år docent vid Göteborgs högskola.